# Henri De Schutter
Henri De Schutter (Deurne, 19 mei 1912 – Wilrijk, 29 december 1982) was een Belgisch politicus voor de CVP.

## Biografie
De Schutter begon zijn carrière als onderwijzer in de Vak en Nijverheidsschool van Borgerhout (VNB). Hij werd in 1947 in de Borgerhoutse gemeenteraad gekozen en was eerst schepen van financiën en sinds 1965 eerste schepen van Borgerhout. Door de ziekte van burgemeester Wegge - die op 2 januari 1975 stierf - werd hij op 1 maart 1974 waarnemend burgemeester van Borgerhout. Op 21 maart 1975 werd hij officieel in zijn ambt bevestigd en op 1 april 1975 legde hij zijn eed als volwaardig burgemeester af bij de gouverneur. In de nieuwjaarsnacht van 1976 op 1977 werd hij opgevolgd door de laatste burgemeester van Borgerhout Stappaerts van de VU
De Schutter was gehuwd en werd begraven op de begraafplaats Silsburg.